# Dihammaphora vittatithorax
Dihammaphora vittatithorax là một loài bọ cánh cứng trong họ Cerambycidae.